# Tropidonophis dahlii
Espèce
Synonymes
- Tropidonotus dahlii Werner, 1899
- Tropidonophis melanocephalus Werner, 1925

Statut de conservation UICN

 LC  : Préoccupation mineure
Tropidonophis dahlii est une espèce de serpents de la famille des Natricidae. 

## Répartition
Cette espèce est endémique de l'Archipel Bismarck en Papouasie-Nouvelle-Guinée.

## Étymologie
Le nom de cette espèce, dahlii, est dédié au docteur Dahl qui a collecté le spécimen ayant servi à décrire l'espèce.

## Publication originale
- Werner, 1899 : Beiträge zur Herpetologie der pacifischen Inselwelt und von Kleinasien. I. Bemerkungen über einige Reptilien aus Neu-Guinea und Polynesien. II. Über einige Reptilien und Batrachier aus Kleinasien. Zoologischer Anzeiger, vol. 22, p. 371–378 (texte intégral).